# Tanacross (Alaska)
Tanacross es un lugar designado por el censo ubicado en el Área censal de Southeast Fairbanks en el estado estadounidense de Alaska. En el Censo de 2010 tenía una población de 136 habitantes y una densidad poblacional de 0,65 personas por km².

## Geografía
Tanacross se encuentra en las coordenadas 63°19′43″N 143°29′40″O / 63.32861, -143.49444. Según la Oficina del Censo de los Estados Unidos, Tanacross tiene una superficie total de 209.82 km², de la cual 205.57 km² corresponden a tierra firme y (2.03%) 4.25 km² es agua.

## Demografía
Según el censo de 2010, había 136 personas residiendo en Tanacross. La densidad de población era de 0,65 hab./km². De los 136 habitantes, Tanacross estaba compuesto por el 10.29% blancos, el 0% eran afroamericanos, el 80.15% eran amerindios, el 0% eran asiáticos, el 0% eran isleños del Pacífico, el 0% eran de otras razas y el 9.56% pertenecían a dos o más razas. Del total de la población el 0% eran hispanos o latinos de cualquier raza.